# Virág Pál (labdarúgó)
Virág Pál (Dorog, 1944. december 18. – 2000. április 27.) magyar labdarúgó.

## Pályafutása
A dorogi klub utánpótláscsapatában nevelkedett, majd 1964 végén került a felnőttkerethez. Technikás, gyors és csupaszív játék jellemeze. Legelső bajnoki mérkőzésén Komlón lépett pályára 1965. augusztus 15-én, a Komlói Bányász elleni 2-2-s NB I-es találkozón. Első gólját pontosan egy hónappal később az Ózdi Kohász elleni 5-2-s dorogi győzelmet hozó mérkőzésén szerezte. Góljával nyert a Dorog a Vasas SC elleni meccsen, amely a legelső élő tévéközvetítés volt a dorogi stadionból, 1965. október 24-én.
Pályára lépett a magyar válogatott elleni mérkőzésen Dorogon 1966-ban.
Két évnyi NB I-es szereplését követően csapata kiesett az első osztályból, és csak hét év múlva sikerült visszakerülniük. Az alacsonyabb osztályban töltött időszakban a dorogiak egyik húzóembere volt. A sikeres NB I-be való visszajutást követően a mezőny egyik legjobbja volt a Ferencváros elleni nyitómérkőzésen, ahol a Dorog legyőzte a fővárosi zöld-fehéreket. A dorogiak 1974-ben újra kiestek az NB I-ből, Virág pedig ekkor befejezte az aktív játékot.
Pályafutása során 210 bajnoki mérkőzésen – közte 40 első osztályún – szerepelt, és 51 alkalommal szerzett gólt.
A sportot követően a dorogi gimnázium gondnoka volt egészen haláláig.

## Sikerei
- Bajnoki cím - NB II, 1970–1971
- Bajnoki ezüstérmes - NB I/B, 1972–1973
- Kétszeres bajnoki bronzérmes - NB II, 1968 és 1969

## Családja
Felesége, Weisz Terézia annak a Weisz Jánosnak az idősebbik lánya, akinek fiatalabbik lányát, Zsuzsát csapattársa, Szabó István vett feleségül. Gyermekei Erika és Péter. Fia szintén igazolt labdarúgó volt, aki a dorogi utánpótláscsapatban kezdte pályafutását, felnőtt játékosként pedig a szomszédos Tokodon, a TABAK csapatában szerepelt.